# Sankt Ansgars katolska församling
Sankt Ansgars katolska församling är en romersk-katolsk församling i Södertälje. Församlingen tillhör Stockholms katolska stift. 
Församlingen bildades 1966 och fick sitt namn efter Ansgar (801-865), den förste kända missionären i Norden. 
Sankt Ansgars kyrkobyggnad ritades av arkitekt Fritz Voigt. Han var stadsarkitekt i Södertälje. Grundstenen lades 1975 av biskop John Taylor och kyrkan konsekrerades 1978 av biskop Hubertus Brandenburg. Kyrkan ligger i en sluttning ner mot Södertälje kanal
Trosundervisning erbjuds inom den Romersk-katolska kyrkan men även inom Syrisk-katolska och Armenisk-katolska kyrkorna.
Högst upp i kyrkans hus finns en privat förskola där systrar ur kongregationen Mariasystrarna från Luboń arbetar.